# Ахтубінськ
Ахту́бінськ (рос. Ахтубинск) — місто на півночі Астраханської області, районний центр Російської Федерації. За свою невелику історію (2009 року місто відсвяткувало 50-річчя) Ахтубінськ зіграв значну роль в історії регіону, а на сьогодні залишається одним із найважливіших транспортних центрів на Волзі. Відоме завдяки Державному льотно-випробувальному центру імені В. П. Чкалова Міністерства оборони Росії. Під час війни 2022 року із Ахтубінська вилітали російські літаки та атакували українські міста.

## Географія

### Положення

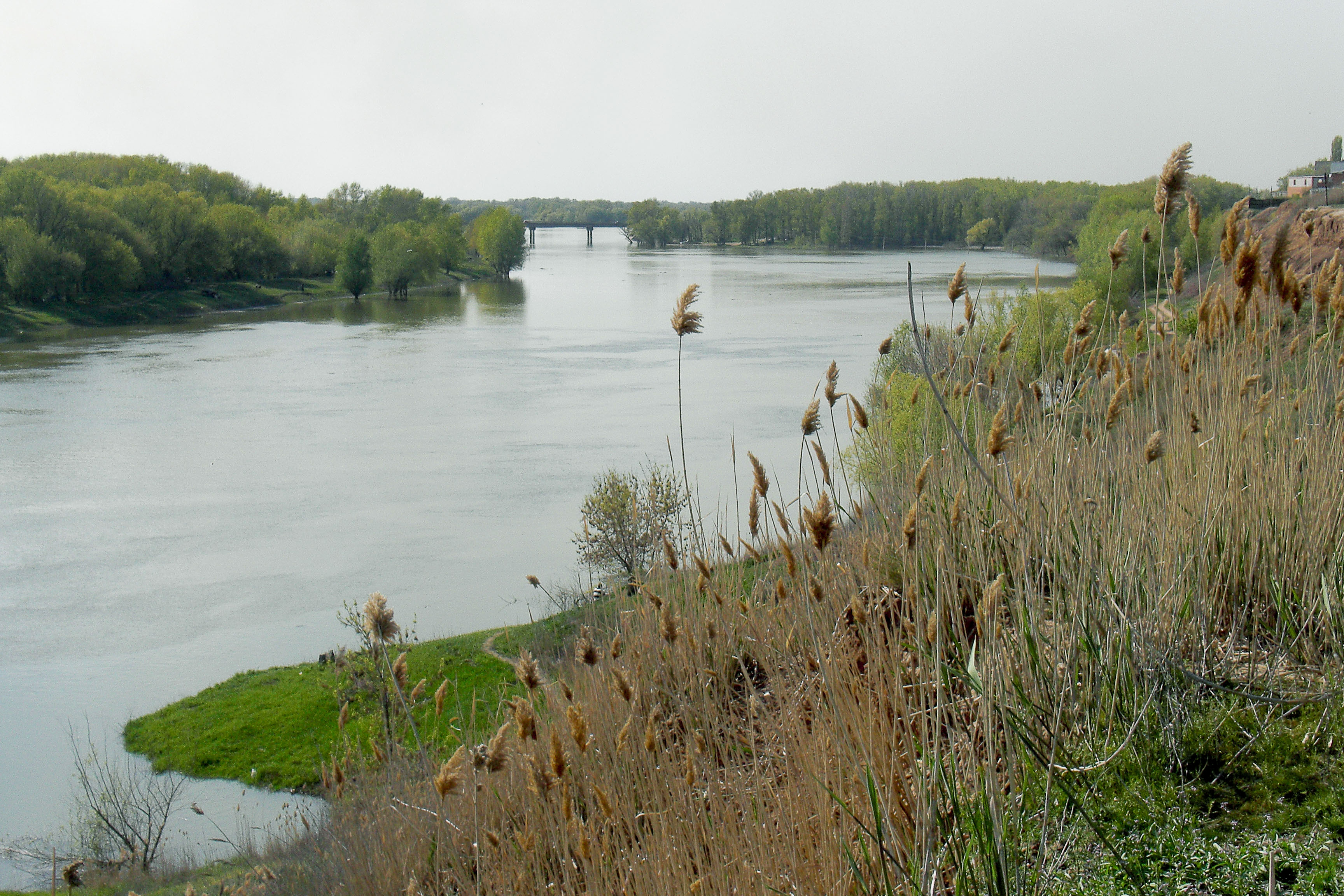
Ахтуба навесні

Місто розташовується на лівому боці Волго-Ахтубинської заплави, ширина якої коливається від 12 до 50 км. Безпосередньо в межах міста гідрографічна мережа представлена протокою Ахтуба та меншими рукавами Владимировка (Герасимовка) та Калминка. Рельєф міста представлений пласкою рівниною з невеликими блюдцеподібними зниженнями. На східній околиці спостерігається незначне яроутворення. Водний режим річок характеризується яскраво вираженими паводками з квітня по червень. Максимальний рівень води спостерігається на кінець травня і він може триматись 3-5 днів. Однак близькість напівпустельної зони призводить до потреби саме зрошувального сільського господарства.
Щодо ґрунтово-географічному районуванню, місто розташоване в межах Прикаспійської провінції. Ґрунти представлені світло-каштановими та бурими напівпустельними ґрунтами, солончаками та піщаними масивами. Рослинний покрив має неоднорідний характер, представлений лучно-степовими, лучними та лучно-болотними угрупуваннями. Склад флори визначається тими видами, які можуть тривалий час переживати паводки, а потім відновлювати вегетацію. Основними лісотвірними породами є верби та тополі.

### Клімат

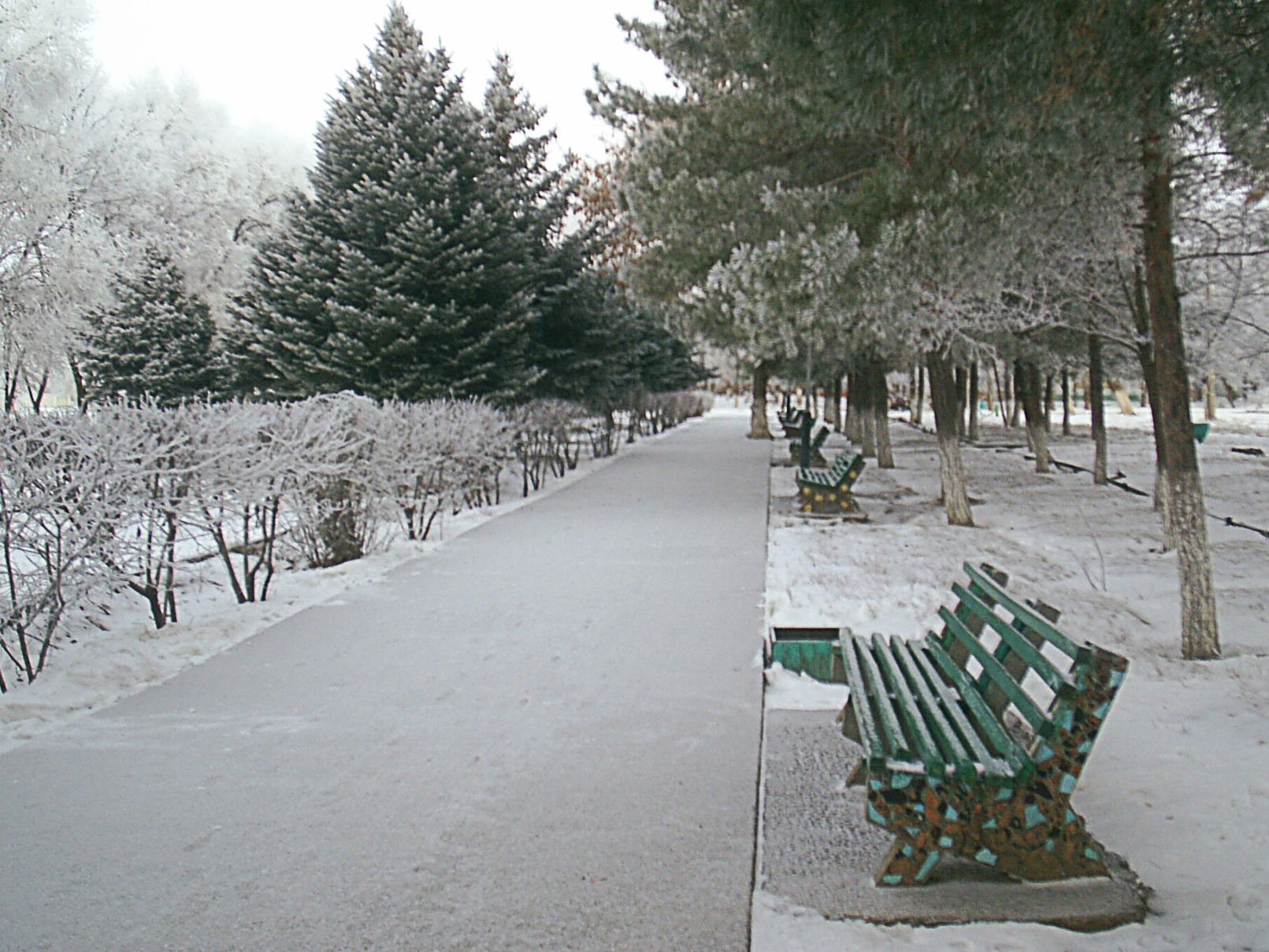
Зима в Ахтубінську

Клімат Ахтубінська посушливий, формується під дією атмосферних процесів південної зони помірних широт. Територія легко доступна як акртичним, так і тропічним, а також і морським та континентальним повітряним масам. Найбільшого панування набули повітряні маси помірних широт, які формують континентальний та посушливий клімат. Для нього характерними є значні річні та добові коливання температури повітря та невелика кількість опадів.
Тривалість сонячного сяяння становить 2682 годин на рік, кількість днів без сонця — 62, влітку дні без сонця взагалі відсутні. Існуючий радіаційний режим зумовлює комфортність території щодо ультрафіолетовому випромінюванню. Зима наступає наприкінці листопада і триває до кінця березня. В цей період пом'якшення з боку Каспійського моря не спостерігається і температури повітря тут нижчі, аніж вони мають бути в цих широтах. Характерною рисою зими є наявність значної кількості похмурих днів, але опади випадають рідко, стійки сніговий покрив відсутній. Літо нараховує 40-50 % днів з температурою понад +25 °C, під час суховіїв температура може збільшитись і до +35 °C. Саме влітку випадає найбільша кількість опадів, вони надходять у вигляді злив.

## Історія

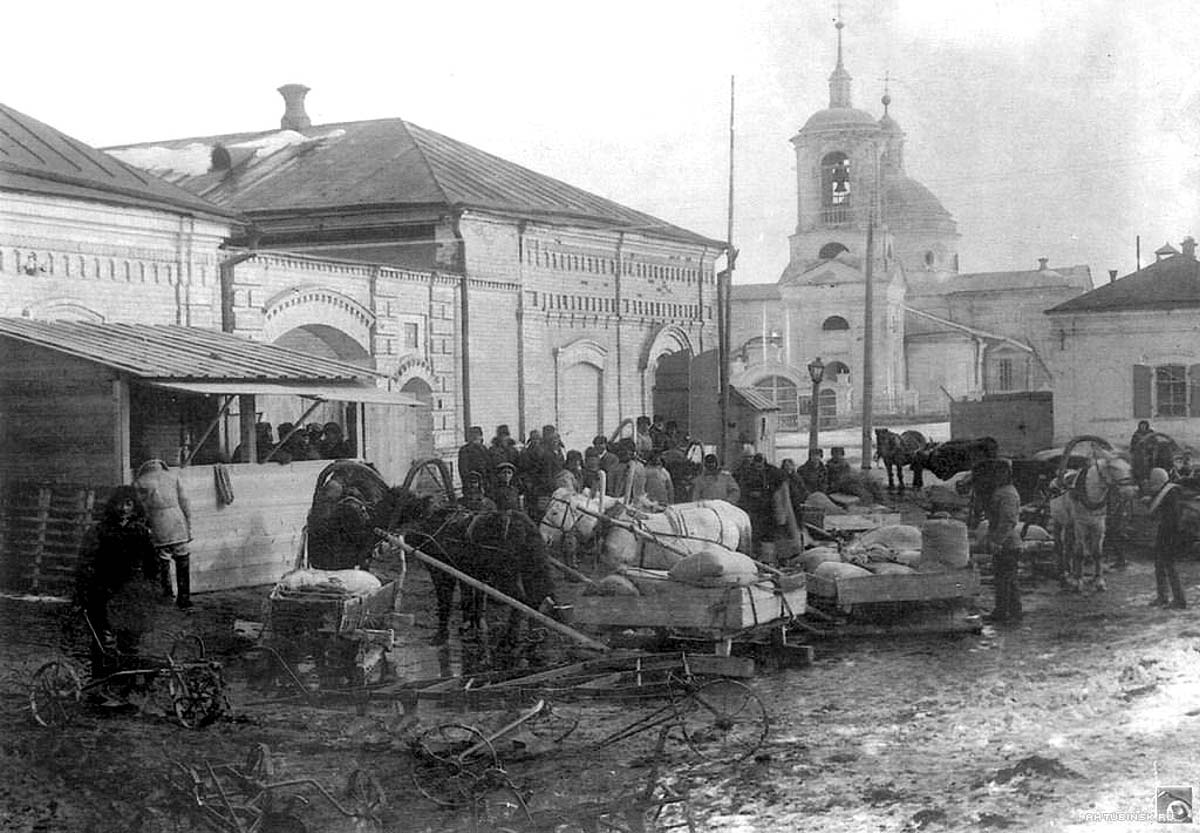
Владимировська церква

Місто було утворене 1959 року шляхом об'єднання трьох сільських поселень — слободи Владимировка, селищ Петропавловка та Ахтуба. Кожне з цих поселень має свою історію:
- Владимировка вперше згадується 1793 року, коли у поселенні була збудована церква в ім'я Володимирівської ікони Божої Матері. Саме храм і дав назву всій слободі. Жителі займались сільським господарством на землях, виділених графинею Толстою. Через близькість озера Баскунчак, де вівся видобуток кам'яної солі, слобода виступала в ролі перевалочного пункту, звідки вже через пристань Мана і по Волзі сіль доставлялась по всій країні. 1819 року була збудована друга церква на честь Архангела Михаїла. На той час у слободі працювали 2 цегляних заводи, 11 ковалень, декілька вітряків, було відкрите чоловіче училище. Населення Владимировки нараховувало приблизно 7 тисяч осіб. На 1862 рік у слободі вже працювало 5 училищ, у тому числі одне казахське. На початок 20 століття у поселенні були збудовані консервний завод, маслозавод, м'ясокомбінат, введені в дію школи, клуби та майстерні. До самого кінця слобода була районним центром.
- Петропавловський була утворена 1867 року як пристань Владимировка (Мана) на Ахтубі за 3 км на південь від слободи Владимировки. 1887 року тут виникло селище Болянський, яке отримало свою назву через часті захворювання селян. Пізніше селище було перейменоване на Шугіноловку, а з 1910 року, коли тут була збудована церква Петра й Павла, стало називатись селом Петропавловкою. 1884 року було проведене укріплення пристані шляхом насипу земляного валу завдовжки 2 км. Тут же працювали соляні млини, які на 1890 рік вже були оснащені паровими приводами. Через тяжку працю 1903 року на млинах відбулось повстання робітників, яке дало збитків не лише солепромислу, а й рибопромислу Астрахані. 1910 року було збудовано суднобудівний завод, який з березня 1966 року перейменований з Владимировського на Ахтубінський. 1927 року село стає центром Петропавловської сільської ради, куди увійшло також і селище Ахтуба. 1936 року село отримує статус селища Петропавловського.
- Ахтуба була заснована 1882 року як залізнична станція, коли до Владимировки була підведена залізниця, яка сполучила Баскунчак з пристанню Мана. Спочатку тут було збудоване депо для профілактичного ремонту потягів. 1900 року всі поселення зазнали епідемії чуми, але завдяки лікарям І. А. Даміноському та Заболотному хвороба була локалізована і як наслідок повністю зупинена. 1912 року закінчується будівництво залізничного мосту через Ахтубу, який дав змогу напряму сполучити залізницю із пристанню.

В роки Другої світової війни у розпал Сталінградської битви місцеві жителі брали безпосередню участь у будівництві залізниці Баскунчак — Сталінград, яка забезпечувала підвіз зброї та військових до міста. 18 грудня 1959 року наказом президії Верховної Ради РРФСР всі три поселення були об'єднані в одне, якому було надано статус міста і назву Ахтубінськ. У місті продовжувався розвиток залізничного транспорту та солепромисла, розвивався суднобудівний завод. Це спонукало до активного будівництва житлового фонду та соціальної галузі. 1975 року наказом президії Верховної Ради РРФСР від 21 лютого місто отримало статус обласного підпорядкування, а Ахтубінський район (до того моменту Владимировський) підпорядкували напряму міській раді. Але вже у грудні 1979 року Ахтубінський район був відновлений.

## Населення
Населення міста зменшується і, маючи максимум понад 50 тисяч осіб в 1989 році, станом на 2010 рік воно досягло відмітки кінця 1960-х років.
| 1897 | 1959  | 1970  | 1989  | 2002  | 2005  | 2006  | 2007  | 2008  | 2009  | 2010  |
| ---- | ----- | ----- | ----- | ----- | ----- | ----- | ----- | ----- | ----- | ----- |
| 7000 | 22300 | 43500 | 50300 | 45500 | 44100 | 43400 | 42700 | 42700 | 42500 | 41853 |

## Господарство

### Промисловість
У місті значного розвитку набули суднобудування та судноремонт (Ахтубінський суднобудівний завод), підприємства харчової промисловості (молокозавод, м'ясокомбінат, хлібопекарні, завод мінеральної води).

### Транспорт

Залізнична станція «Владимировка»

Ахтубінськ є одним з найбільших річкових портів на Волзі, тут причалюють пароплави та швидкісні катери всього волзького басейну. Звідси відходять вантажні баржі, які транспортують сіль, кавуни, помідори та інші овочі до всіх регіонів Росії. Донедавна річковий порт входив до складу Волзької судноплавної компанії, але його основні фонди були викуплені і створено ТОВ «Ахтубінська судноплавна компанія».
Через місто прокладено залізницю Волгоград — Баскунчак, у межах Ахтубінська знаходяться 3 станції — Владимировка, Ахтуба та тупикова на окремій лінії Владимировська Пристань Астраханського відділення Приволзької залізниці.
Автомобільний транспорт працює через автомобільну трасу Волзький — Харабалі. У місті діє автостанція (при залізничному вокзалі), через яку відбувається сполучення із сусідніми населеними пунктами, обласним центром та Волгоградом. У самому місті діють 10 міських маршрутів, поширене таксі.

## Соціальна сфера

### Освіта
В Ахтубінську діють 14 дитячих садочків, 9 шкіл, 3 філіали вузів (Московського авіаційного інституту, Університету Російської академії освіти та Волгоградського державного університету). Серед позашкільних закладів відкрито художню школу імені П. І. Котова та школу мистецтв.

### Наука

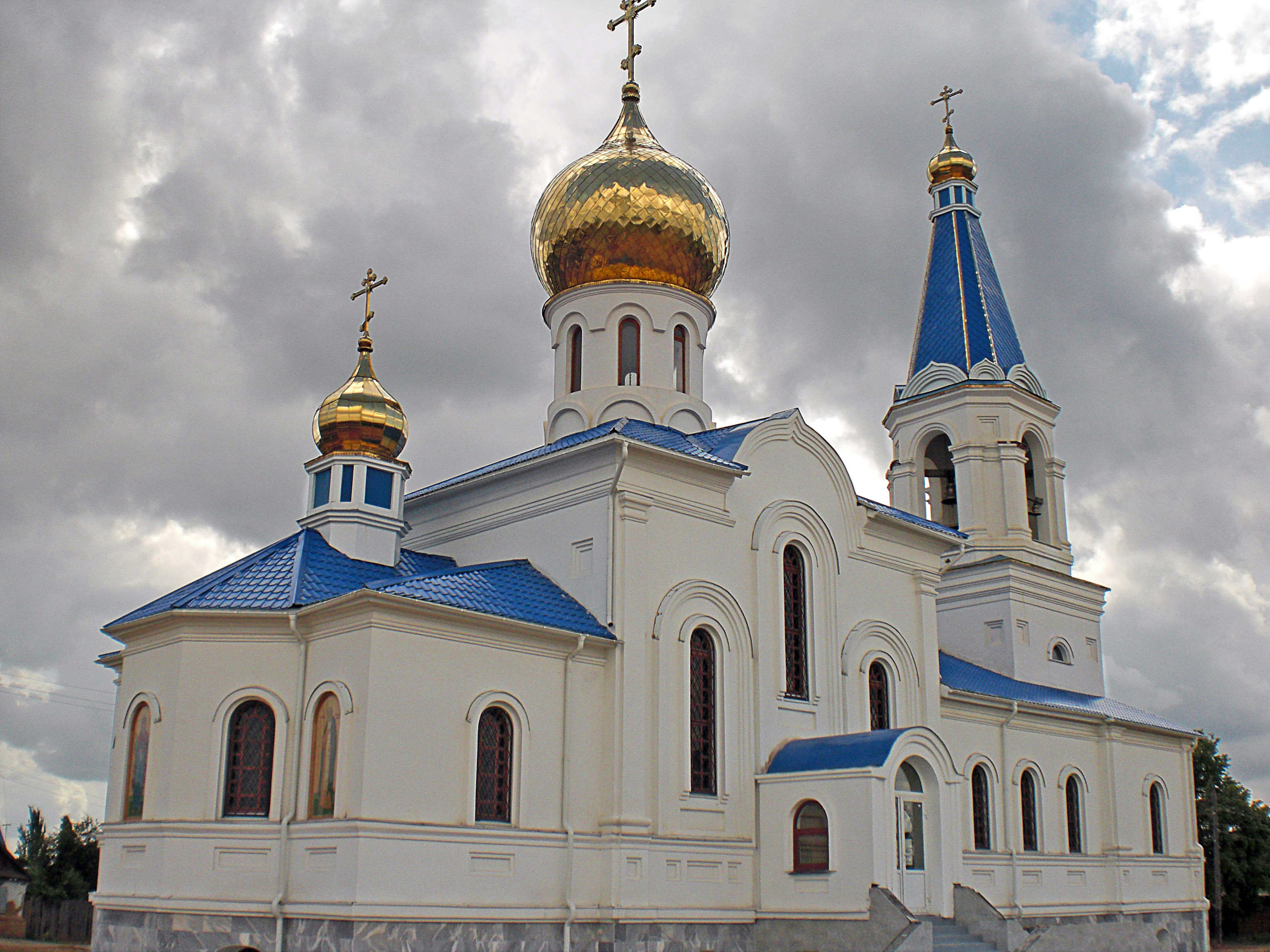
Володимирівський храм

У місті розташовано Державний льотно-випробувальний центр імені В. П. Чкалова Міністерства оборони Росії, найбільший у країні авіаційно-випробувальний комплекс, заснований як науково-дослідний інститут. Центр ще з радянських часів займається дослідженням авіатехніки, саме тут проходили випробування більшість літаків СРСР. На північній околиці міста розташований найбільший військовий полігон Грошево, діє військовий аеродром.

### Культура
Серед закладів культури діють районний будинок культури, відреставрований 2009 року, міський культурно-просвітницький центр, створений 2006 року на базі річкового будинку культури, кінотеатр «Победа», історико-краєзнавчий музей, концертно-виставковий зал «Муза», 7 бібліотек, центральний парк. Починаючи з 1987 року щотравня у місті відбувається «Рваний парад», своєрідне видовище, коли люди проходять центральними вулицями у рваному одязі.

### ЗМІ
У місті виходять 4 газети: «Ахтубинская правда» (з 1930 року), «Время» (з 1991), «Испытатель» (з 1997) та «Ахтубинская доска объявлений» (з 2005). Серед телерадіокомпаній працює ТК «АТВ-Центр», кабельна мережа ЗАТ «Транк».

## Відомі люди

### Уродженці
У слободі Владимировка народився російський та радянський художник Котов Петро Іванович, твори якого, особливо портретного жанру, зберігаються у найбільших музеях Росії та зарубіжних країн. Котов був обраний дійсним членом Академії мистецтв СРСР та відмічений за свої роботи Державною премією.
В Ахтубінську також народились колишній губернатор Астраханської області Гужвін Анатолій Петрович та російський історик Айрапетов Олег Рудольфович.

### Почесні громадяни
Вперше звання почесного громадянина Ахтубінська було надане 1995 року. В період з 1999 по 2005 роки воно називалось «Почесний громадянин міста Ахтубінська та Ахтубінського району». За всю історію цим званням було удостоєно 28 осіб.